# Santa Croce sull'Arno
Santa Croce sull'Arno is een gemeente in de Italiaanse provincie Pisa (regio Toscane) en telt 12.855 inwoners (31-12-2004). De oppervlakte bedraagt 17,0 km2, de bevolkingsdichtheid is 756 inwoners per km2.

## Demografie
Santa Croce sull'Arno telt ongeveer 4884 huishoudens. Het aantal inwoners steeg in de periode 1991-2001 met 1,3% volgens cijfers uit de tienjaarlijkse volkstellingen van ISTAT.
| Jaar | Inwoneraantal |
| ---- | ------------- |
| 1991 | 12.345        |
| 2001 | 12.500        |

## Geografie
De gemeente ligt op ongeveer 18 m boven zeeniveau.
Santa Croce sull'Arno grenst aan de volgende gemeenten: Castelfranco di Sotto, Fucecchio (FI), San Miniato.